# Chiến tranh tâm lý
Chiến tranh tâm lý hay tâm lý chiến là hệ thống (tổng thể) các phương thức, các thủ đoạn,hoạt động loại bỏ trạng thái chính trị - tinh thần và tổ chức, lực lượng vũ trang đối phương.
Chiến tranh tâm lý được hiểu theo cả nghĩa rộng và nghĩa hẹp.
Theo nghĩa rộng, chiến tranh tâm lý đồng nhất với cuộc đấu tranh trên lĩnh vực tư tưởng. Chiến tranh tâm lý còn được gọi là "chiến tranh ý thức hệ", "chiến tranh tư tưởng". Chiến tranh tâm lý theo nghĩa rộng chỉ được sử dụng trong các học thuyết về chiến tranh và trong các quan điểm về chiến lược.
Theo nghĩa hẹp chiến tranh tâm lý là các hoạt động phá hoại hoặc thay đổi tâm lý của đối phương. Chiến tranh tâm lý là các thủ đoạn của đấu tranh tư tưởng hay được gọi là "tâm lý chiến".

## Phương pháp
Sử dụng hiện đại nhất của thuật ngữ chiến tranh tâm lý, đề cập đến các phương pháp quân sự sau đây:
- Phá hoại tâm lý đối phương:
  - Phân phối tờ rơi khuyến khích việc đào ngũ, hướng dẫn làm thế nào để đầu hàng.
  - Các biện pháp gây sốc và kinh ngạc
  - Phát và chiếu âm thanh, âm nhạc lặp đi lặp lại và gây phiền nhiễu trong thời gian dài với âm lượng cao.
- Các đài phát thanh tuyên truyền
- Treo cờ giả.
- Sử dụng hệ thống loa để giao tiếp với lính địch.
- Khủng bố tinh thần.[1]
- Đe dọa bằng vũ khí hóa học.[2]

Hầu hết các kỹ thuật này được phát triển trong Thế chiến II, đã từng được sử dụng ở một mức độ nào đó trong mọi xung đột kể từ đó. Daniel Lerner thuộc PMNM (tiền thân của CIA) trong cuốn sách của ông, ông cố gắng phân tích hiệu quả của các chiến thuật khác nhau. Ông kết luận rằng có rất ít bằng chứng cho thấy bất kỳ thành công nào trong số đó đã thành công đáng kể, ngoại trừ khi chiến thắng xảy ra. Tuy nhiên, cần lưu ý rằng việc đo lường thành công hay thất bại của chiến tranh tâm lý là rất khó khăn.
Lerner cũng chia các hoạt động chiến tranh tâm lý thành ba loại:
- Tuyên truyền trắng (Thiếu sót và Nhấn mạnh): chân thành và không thiên vị, nơi nguồn thông tin được thừa nhận.
- Tuyên truyền xám (Bỏ sót, nhấn mạnh chủng tộc/Dân tộc/Tôn giáo): rất trung thực, không chứa thông tin nào có thể được chứng minh sai; nguồn không được xác định.
- Tuyên truyền đen (Thông tin giả): thông tin được đưa ra được quy cho một nguồn không chịu trách nhiệm về việc tạo ra nó.

## Lịch sử

### Thời kì đầu
Từ thời tiền sử, các lãnh chúa và lãnh đạo đã nhận ra tầm quan trọng của việc làm suy yếu tinh thần của đối thủ. Trong trận Pelusium (525 TCN) giữa Đế chế Ba Tư và Ai Cập cổ đại,các lực lượng Ba Tư đã sử dụng mèo và các động vật khác như một chiến thuật tâm lý chống lại người Ai Cập, những người tránh làm hại mèo do niềm tin tôn giáo và phép thuật. 
Sự ủng hộ của những người ủng hộ là phía bên kia của chiến tranh tâm lý, và một người thực hành đầu tiên của điều này là Alexander Đại đế,người đã chinh phục thành công phần lớn châu Âu và Trung Đông và giữ vững lợi ích lãnh thổ của mình bằng cách đồng chọn giới tinh hoa địa phương vào chính quyền và văn hóa Hy Lạp. Alexander đã bỏ lại một số người đàn ông của mình ở mỗi thành phố bị chinh phục để giới thiệu văn hóa Hy Lạp và đàn áp quan điểm bất đồng chính kiến. Những người lính của ông đã được trả lương của hồi môn để kết hôn với người dân địa phương trong một nỗ lực để khuyến khích đồng hóa. 
Thành Cát Tư Hãn,lãnh đạo đế chế Mông Cổ vào thế kỷ 13 sau Công nguyên sử dụng các kỹ thuật ít tinh tế hơn. Đánh bại ý chí của kẻ thù trước khi phải tấn công và đạt được một thỏa thuận được đồng ý là tốt hơn để đối mặt với cơn thịnh nộ của anh ta. Các tướng lĩnh Mông Cổ yêu cầu phục tùng hãn và đe dọa các ngôi làng ban đầu bị chiếm đóng với sự hủy diệt hoàn toàn nếu họ từ chối đầu hàng. Nếu họ phải chiến đấu để chiếm được khu định cư, các tướng lĩnh Mông Cổ đã thực hiện các mối đe dọa của họ và tàn sát những người sống sót. Những câu chuyện về đám lấn chiếm lan sang các ngôi làng tiếp theo và tạo ra một hào quang bất an làm suy yếu khả năng kháng cự trong tương lai. 
Thành Cát Tư Hãn cũng sử dụng các chiến thuật làm cho số lượng của ông có vẻ lớn hơn so với thực tế. Trong các hoạt động ban đêm, ông ra lệnh cho mỗi người lính thắp sáng ba ngọn đuốc vào lúc hoàng hôn để tạo ảo giác về một đội quân áp đảo và lừa dối và đe dọa các trinh sát của kẻ thù. Đôi khi ông cũng có những đồ vật buộc vào đuôi ngựa của mình, để cưỡi trên những cánh đồng mở và khô đã tạo ra một đám mây bụi mang lại cho kẻ thù ấn tượng về số lượng lớn. Những người lính của ông đã sử dụng những mũi tên đặc biệt để huýt sáo khi họ bay trong không khí, tạo ra một tiếng động đáng sợ. 
Một chiến thuật khác được người Mông Cổ ưa chuộng là phóng đầu người bị cắt đứt trên các bức tường thành phố để làm người dân sợ hãi và lây lan bệnh tật trong giới hạn đóng cửa của thành phố bị bao vây. Điều này đặc biệt được sử dụng bởi[cái nào?] Thủ lĩnh Turko-Mông Cổ. 
Caliph Hồi giáo Omar,trong các trận chiến chống lại Đế chế Byzantine, đã gửi quân tiếp viện nhỏ dưới dạng một dòng chảy liên tục, tạo ấn tượng rằng một lực lượng lớn cuối cùng sẽ tích lũy nếu không nhanh chóng xử lý. 
Trong thời kỳ đầu của nhà Tần và cuối triều đại Đông Chu vào thế kỷ thứ 1 sau Công nguyên, Chiến lược Pháo đài Trống đã được sử dụng để lừa kẻ thù tin rằng một địa điểm trống rỗng là một cuộc phục kích, để ngăn chặn họ tấn công nó bằng cách sử dụng tâm lý ngược. Chiến thuật này cũng dựa vào may mắn, nếu kẻ thù tin rằng vị trí là mối đe dọa đối với họ. 
Vào thế kỷ thứ 6 trước Công nguyên, thiên vị Hy Lạp của Priene đã thành công trong việc chống lại vua Lydia Alyattes bằng cách vỗ béo một cặp la và đẩy chúng ra khỏi thành phố bị bao vây.   Khi sứ giả của Alyattes sau đó được gửi đến Priene, Bias có những đống cát phủ đầy lúa mì để tạo ấn tượng về nguồn tài nguyên dồi dào. 
Mưu mẹo này dường như đã được biết đến ở châu Âu thời trung cổ: những người bảo vệ trong các lâu đài hoặc thị trấn bị bao vây sẽ ném thức ăn từ các bức tường để cho những người bao vây thấy rằng các điều khoản rất phong phú. Một ví dụ nổi tiếng xảy ra trong truyền thuyết thế kỷ thứ 8 của Lady Carcas,người được cho là đã thuyết phục người Frank từ bỏ cuộc bao vây năm năm bằng phương tiện này và đặt tên cho Carcassonne. 
Trong cuộc tấn công vào Marstrand, Peter Tordenskjold đã thực hiện sự lừa dối quân sự chống lại người Thụy Điển. Mặc dù có lẽ là ngụy tạo, ông dường như đã thành công trong việc làm cho lực lượng nhỏ của mình xuất hiện lớn hơn và cung cấp thông tin sai lệch cho đối thủ của mình, tương tự như Các hoạt động Fortitude và Titanic trong Thế chiến II. 

### Thời kì hiện đại

#### Chiến tranh thế giới thứ nhất
Lord Bryce đã lãnh đạo ủy ban năm 1915 để ghi lại những hành động tàn bạo của Đức đối với thường dân Bỉ.
Sự khởi đầu của các hoạt động tâm lý hiện đại trong chiến tranh thường có từ Thế chiến I. Vào thời điểm đó, các xã hội phương Tây ngày càng được giáo dục và đô thị hóa, và các phương tiện truyền thông đại chúng đã có sẵn dưới dạng báo và áp phích lưu hành lớn. Cũng có thể truyền tuyên truyền cho kẻ thù thông qua việc sử dụng tờ rơi trên không hoặc thông qua các hệ thống phân phối nổ như pháo binh hoặc đạn cối được sửa đổi. 
Khi bắt đầu chiến tranh, những kẻ hiếu chiến, đặc biệt là người Anh và người Đức, bắt đầu tuyên truyền, cả trong nước và trên mặt trận phía Tây. Người Anh có một số lợi thế cho phép họ thành công trong cuộc chiến giành chính kiến thế giới; họ có một trong những hệ thống tin tức uy tín nhất thế giới, với nhiều kinh nghiệm trong giao tiếp quốc tế và đa văn hóa, và họ kiểm soát phần lớn hệ thống cáp dưới biển sau đó đang hoạt động. Những khả năng này dễ dàng chuyển sang nhiệm vụ chiến tranh. 
Người Anh cũng có một dịch vụ ngoại giao duy trì mối quan hệ tốt với nhiều quốc gia trên thế giới, trái ngược với danh tiếng của các dịch vụ của Đức.  Trong khi những nỗ lực của Đức nhằm kích động cách mạng ở các bộ phận của Đế quốc Anh, như Ireland và Ấn Độ,không hiệu quả, kinh nghiệm sâu rộng ở Trung Đông cho phép người Anh thành công trong việc thuyết phục người Ả Rập nổi dậy chống lại Đế chế Ottoman. 
Vào tháng 8 năm 1914, David Lloyd George bổ nhiệm một thành viên của Quốc hội (MP), Charles Masterman,để đứng đầu một Cơ quan Tuyên truyền tại Wellington House. Một cơ quan tài năng văn học nổi bật đã được tuyển dụng cho nhiệm vụ này, với các thành viên bao gồm Arthur Conan Doyle, Ford Madox Ford, G. K. Chesterton, Thomas Hardy, Rudyard Kipling và H. G. Wells. Hơn 1.160 cuốn sách nhỏ đã được xuất bản trong chiến tranh và được phân phối cho các nước trung lập, và cuối cùng, cho Đức. Một trong những ấn phẩm quan trọng đầu tiên,  Báo cáo về sự phẫn nộ của Đức năm  1915, có ảnh hưởng lớn đến ý kiến chung trên toàn thế giới. Cuốn sách nhỏ ghi lại những hành động tàn bạo,cả thực tế và bị cáo buộc, do quân đội Đức thực hiện chống lại thường dân Bỉ. Một họa sĩ minh họa người Hà Lan, Louis Raemaekers,đã cung cấp các bản vẽ rất cảm xúc xuất hiện trong cuốn sách nhỏ. 
Năm 1917, văn phòng được đưa vào Bộ Thông tin mới và phân nhánh thành truyền thông điện báo, đài phát thanh,báo, tạp chí và rạp chiếu phim. Năm 1918, Tử tước Northcliffe được bổ nhiệm làm Giám đốc Tuyên truyền ở các nước thù địch. Bộ được phân chia giữa tuyên truyền chống lại Đức do H.G Wells tổ chức, và tuyên truyền chống lại Đế quốc Áo-Hung được giám sát bởi Wickham Steed và Robert William Seton-Watson; Những nỗ lực của sau này tập trung vào việc thiếu sự gắn kết sắc tộc trong Đế chế và gây ra sự bất bình của các dân tộc thiểu số như người Croat và Slovenes. Nó có ảnh hưởng đáng kể đến sự sụp đổ cuối cùng của Quân đội Áo-Hung trong Trận Vittorio Veneto. 
Các tờ rơi trên không đã được thả xuống các chiến hào của Đức có chứa bưu thiếp từ các tù nhân chiến tranh mô tả chi tiết điều kiện nhân đạo của họ, thông báo đầu hàng và tuyên truyền chung chống lại Kaiser và các tướng lĩnhĐức. Đến cuối chiến tranh, MI7b đã phát gần 26 triệu tờ rơi. Người Đức bắt đầu bắn các phi công thả truyền đơn, khiến người Anh phát triển bóng bay truyền đơn không người lái trôi dạt trên vùng đất không có người. Ít nhất một trong bảy tờ rơi này đã không được các binh sĩ giao cho cấp trên của họ, mặc dù bị phạt nghiêm khắc cho hành vi phạm tội đó. Ngay cả Tướng Hindenburg cũng thừa nhận rằng "Không nghi ngờ gì, hàng ngàn người đã tiêu thụ chất độc", và tù binh chiến tranh thừa nhận đã vỡ mộng bởi các tờ rơi tuyên truyền mô tả việc sử dụng quân đội Đức chỉ là thức ăn cho đại bác. Năm 1915, người Anh bắt đầu thả một tờ báo truyền đơn thường xuyên  Le Courrier de l'Air  cho dân thường ở Pháp và Bỉ bị Đức chiếm đóng. 
Khi bắt đầu chiến tranh, chính phủ Pháp đã kiểm soát các phương tiện truyền thông để ngăn chặn việc đưa tin tiêu cực. Chỉ đến năm 1916, với việc thành lập Maison de la Presse, họ mới bắt đầu sử dụng các chiến thuật tương tự cho mục đích chiến tranh tâm lý. Một trong những phần của nó là "Service de la Propagande aérienne" (Dịch vụ tuyên truyền trên không), đứng đầu là Giáo sư Tonnelat và Jean-Jacques Waltz,một nghệ sĩ Alsatian có tên mã là "Hansi". Người Pháp có xu hướng chỉ phát tờ rơi hình ảnh, mặc dù việc xuất bản đầy đủ Mười bốn điểmcủa Tổng thống Hoa Kỳ Woodrow Wilson,đã được chỉnh sửa rất nhiều trên các tờ báo Đức, đã được người Pháp phân phát thông qua các tờ rơi trên không. 
Các cường quốc trung ương đã chậm sử dụng các kỹ thuật này; tuy nhiên, khi bắt đầu cuộc chiến, người Đức đã thành công trong việc khiến Sultan của Đế chế Ottoman tuyên bố 'thánh chiến', hay Jihad,chống lại những kẻ ngoại đạophương Tây. Họ cũng cố gắng kích động nổi loạn chống lại Đế quốc Anh ở những nơi xa xôi như Ireland, Afghanistanvà Ấn Độ. Thành công lớn nhất của người Đức là cho nhà cách mạng Nga, Lenin,quá cảnh tự do trên một chuyến tàu kín từ Thụy Sĩ đến Phần Lan sau khi lật đổ Sa hoàng. Điều này nhanh chóng được đền đáp khi Cách mạng Bolshevik đưa Nga ra khỏi cuộc chiến. 

#### Chiến tranh thế giới thứ hai
Adolf Hitler bị ảnh hưởng rất nhiều bởi các chiến thuật tâm lý của chiến tranh mà người Anh đã sử dụng trong Thế chiến I, và cho rằng sự thất bại của Đức là do những ảnh hưởng của tuyên truyền này đối với những người lính. Ông đã cam kết sử dụng tuyên truyền quần chúng để ảnh hưởng đến tâm trí của người dân Đức trong những thập kỷ tới. Bằng cách gọi phong trào của mình là Đế chế thứ ba, ông đã có thể thuyết phục nhiều thường dân rằng nguyên nhân của ông không chỉ là một mốt nhất thời, mà còn là con đường tương lai của họ. Joseph Goebbels được bổ nhiệm làm Bộ trưởng Tuyên truyền khi Hitler lên nắm quyền vào năm 1933, và ông miêu tả Hitler như một nhân vật messianic cho sự cứu chuộc của Đức. Hitler cũng kết hợp điều này với các dự đoán cộng hưởng của các bài diễn thuyết của mình để có hiệu lực. 
Kế hoạch xâm lược Tiệp Khắc mùa  thu grün  của Đức đã phần lớn đối phó với chiến tranh tâm lý nhắm vào cả dân thường và chính phủ Tiệp Khắc cũng như, quan trọng là các đồng minh Tiệp Khắc.  Nó đã thành công đến mức Đức đã giành được sự ủng hộ của Anh và Pháp thông qua việc xoa dịu để chiếm Tiệp Khắc mà không phải chiến đấu trong một cuộc chiến tranh toàn diện, chỉ chịu tổn thất tối thiểu trong chiến tranh bí mật trước Hiệp định Munich. 
Vào đầu Chiến tranh thế giới thứ hai,người Anh đã thành lập Giám đốc điều hành chiến tranh chính trị để sản xuất và phân phối tuyên truyền. Thông qua việc sử dụng các máy phát mạnh mẽ,các chương trình phát sóng có thể được thực hiện trên khắp châu Âu. Sefton Delmer đã quản lý một chiến dịch tuyên truyền đen thành công thông qua một số đài phát thanh được thiết kế để phổ biến với quân đội Đức trong khi đồng thời giới thiệu tài liệu tin tức sẽ làm suy yếu tinh thần của họ dưới một veneer của tính xác thực. Thủ tướng Anh Winston Churchill đã sử dụng các chương trình phát thanh để tuyên truyền chống lại người Đức. 
Bản đồ mô tả các mục tiêu của tất cả các kế hoạch cấp dưới của Chiến dịch Bodyguard.
Trong Thế chiến II, người Anh đã sử dụng rộng rãi sự lừa dối - phát triển nhiều kỹ thuật và lý thuyết mới. Các nhân vật chính vào thời điểm này là 'A' Force, được thành lập vào năm 1940 dưới thời Dudley Clarke,và Bộ phận kiểm soát Luân Đôn, được thuê vào năm 1942 dưới sự kiểm soát của John Bevan.  Clarke đi tiên phong trong nhiều chiến lược lừa dối quân sự. Ý tưởng của ông về việc kết hợp các mệnh lệnh chiến đấu hư cấu, lừa dối thị giác và các điệp viên hai mang đã giúp xác định chiến lược lừa dối của đồng minh trong chiến tranh, mà ông đã được gọi là "kẻ lừa dối vĩ đại nhất của Anh trong Thế chiến II". 
Trong thời gian dẫn đến cuộc xâm lược Normandy củađồng minh, nhiều chiến thuật mới trong chiến tranh tâm lý đã được nghĩ ra. Kế hoạch cho Chiến dịch Bodyguard đã đưa ra một chiến lược chung để đánh lừa bộ chỉ huy cao cấp của Đức về ngày và địa điểm chính xác của cuộc xâm lược. Kế hoạch bắt đầu vào năm 1943 dưới sự bảo trợ của Bộ phận kiểm soát London (LCS). Một dự thảo chiến lược, được gọi là Kế hoạch Jael, đã được trình lên bộ chỉ huy cao cấp của đồng minh tại Hội nghị Tehran. Chiến dịch Fortitude nhằm thuyết phục người Đức về một sức mạnh quân sự của đồng minh lớn hơn so với hiện tại, thông qua quân đội thực địahư cấu, giả mạo các hoạt động để chuẩn bị mặt đất cho cuộc xâm lược và rò rỉ thông tin về trật tự chiến đấu và kế hoạch chiến tranh của Đồng minh. 
Các sự lừa dối hải quân phức tạp (Hoạt động Glimmer, Taxable và Big Drum)đã được thực hiện tại Eo biển Anh.  Các tàu nhỏ và máy bay mô phỏng các hạm đội xâm lược nằm ngoài khơi Pas de Calais, Cap d'Antifer và sườn phía tây của lực lượng xâm lược thực sự.  Cùng lúc đó, Chiến dịch Titanic liên quan đến việc RAF thả lính dù giả về phía đông và phía tây của cuộc đổ bộ Normandy. 
Một chiếc xe tăng Shermangiả, được sử dụng để đánh lừa người Đức.
Sự lừa dối được thực hiện với việc sử dụng các tác nhân kép, lưu lượng phát thanh và lừa dối trực quan. Chiến dịch chống gián điệp "Double Cross" của Anh đã được chứng minh là rất thành công ngay từ đầu cuộc và LCS đã có thể sử dụng các điệp viên hai mang để gửi lại thông tin sai lệch về các kế hoạch xâm lược của đồng minh.  Việc sử dụng sự lừa dối trực quan, bao gồm xe tăng giả và các thiết bị quân sự khác đã được phát triển trong chiến dịch Bắc Phi. Phần cứng giả được tạo ra cho Bodyguard; đặc biệt, tàu đổ bộ giả được dự trữ để tạo ấn tượng rằng cuộc xâm lược sẽ diễn ra gần Calais. 
Chiến dịch là một thành công chiến lược và cuộc đổ bộ Normandy khiến hệ thống phòng thủ của Đức không biết. Sự lừa dối sau đó đã khiến Hitler trì hoãn việc tiếp viện từ khu vực Calais trong gần bảy tuần. 

#### Chiến tranh Việt Nam
Hoa Kỳ đã thực hiện một chương trình chiến tranh tâm lý rộng lớn trong Chiến tranh Việt Nam. Chương trình Phượng Hoàng có mục đích kép là ám sát nhân viên Mặt trận Dân tộc Giải phóng Miền Nam Việt Nam và khủng bố bất kỳ người ủng hộ tiềm năng hoặc những người ủng hộ thụ động nào. Chương trình Chiêu Hội của chính phủ Miền Nam Việt Nam đã thúc đẩy đào tẩu Quân giải phóng khỏi miền 
Khi các thành viên của PRG bị ám sát, các nhân viên CIA và Lực lượng Đặc biệt đã đặt các thẻ chơi vào miệng của người quá cố như một thẻ gọi. Trong Chương trình Phoenix, hơn 19.000 người ủng hộ  Quân Giải Phóng đã thiệt mạng.  Hoa Kỳ cũng sử dụng băng ghi âm của con người bị bóp méo và phát chúng trong đêm khiến những người lính Việt Nam nghĩ rằng người chết đã trở lại để trả thù. 
HIện Nay

#### Những năm gần đây
CIA đã sử dụng rộng rãi binh lính Contra để gây bất ổn cho chính phủ Sandinista ở Nicaragua.  CIA đã sử dụng các kỹ thuật chiến tranh tâm lý chống lại người Panama bằng cách cung cấp các chương trình phát sóng truyền hình không có giấy phép. Chính phủ Hoa Kỳ đã sử dụng các chương trình phát sóng tuyên truyền chống lại chính phủ Cuba thông qua TV Marti,có trụ sở tại Miami, Florida. Tuy nhiên, chính phủ Cuba đã thành công trong việc gây nhiễu tín hiệu của TV Marti. 
Trong chiến tranh Iraq,Hoa Kỳ đã sử dụng chiến dịch gây sốc và kinh hoàng để gây tổn thương tâm lý và phá vỡ ý chí chiến đấu của Quân đội Iraq. 
Trong không gian mạng, phương tiện truyền thông xã hội đã cho phép sử dụng thông tin sai lệch trên quy mô rộng. Các nhà phân tích đã tìm thấy bằng chứng về những bức ảnh được bác sĩ hoặc gây hiểu lầm được lan truyền trên phương tiện truyền thông xã hội trong Cuộc nội chiến Syria và sự can thiệp quân sự năm 2014của Nga ở Ukraine, có thể có sự tham gia của nhà nước.  Quân đội và chính phủ đã tham gia vào các hoạt động tâm lý (PSYOPS) và chiến tranh thông tin trên các nền tảng mạng xã hội để điều chỉnh tuyên truyền nước ngoài, bao gồm các quốc gia như Mỹ, Ngavà Trung Quốc. 
Trong các hoạt động ở Biển Đông và Biển Hoa Đông, cả Hoa Kỳ và Trung Quốc đã tham gia vào "Chiến tranh nhận thức", bao gồm cả việc phô diễn sức mạnh, dàn dựng hình ảnh và chia sẻ thông tin sai lệch. 